# Elezioni parlamentari in Mali del 2007
Le elezioni parlamentari in Mali del 2007 si tennero il 1º luglio (primo turno) e il 22 luglio (secondo turno) per il rinnovo dell'Assemblea nazionale.

## Risultati
| Liste | Voti | % | Seggi               |
| --- | ---- | - | ------------------- |
| Alleanza per la Democrazia e il Progresso - Alleanza per la Democrazia in Mali - Unione per la Repubblica e la Democrazia - Movimento Patriottico per il Rinnovamento - Congresso Nazionale per l'Iniziativa Democratica - Unione per la Democrazia e lo Sviluppo - Blocco Alternativo per il Rinnovamento, l'Integrazione e la Cooperazione Africana - Partito della Solidarietà e del Progresso - Movimento per l'Indipendenza, il Rinnovamento e l'Integrazione Africana - Blocco per la Democrazia e l'Integrazione Africana - Raggruppamento Nazionale per la Democrazia - Partito Cittadino per il Rinnovamento - Unione Sudanese - Raggruppamento Democratico Africano |      |   | 113 51 34 8 7 3 2 1 |
| - Raggruppamento per il Mali - Partito per la Rinascita Nazionale |      |   | 15 11 4             |
| Solidarietà Africana per la Democrazia e l'Indipendenza |      |   | 3                   |
| Indipendenti |      |   | 15                  |
| Totale |      |   | 147                 |